# Осовець (Вишгородський район)
Осове́ць — село в Україні, у Іванківській селищній громаді Вишгородського району Київської області. Населення становить 24 особи. 

## Географія
Село лежить на лівому березі річки Струмок Ставський, лівої притоки Тетерева.

## Історія
7 (20) листопада 1917 року, відповідно до Третього Універсалу Української Центральної Ради, увійшло до складу Української Народної Республіки.
19 липня 2020 року, в результаті адміністративно-територіальної реформи та ліквідації Іванківського району, село увійшло до складу новоутвореного Вишгородського району.
12 червня 2020 року, відповідно до розпорядження Кабінету Міністрів України № 715-р «Про визначення адміністративних центрів та затвердження територій територіальних громад Київської області», увійшло до складу Іванківської селищної територіальної громади.
З кінця лютого до 1 квітня 2022 року під час російсько-української війни село було окуповане російськими військами.